# Europamästerskapet i basket för damer 1993
Europamästerskapet i basket för damer 1993 spelades i Perugia i Italien och var den 24:e EM-basketturneringen som avgjordes för damer. Turneringen spelades mellan den 8 och 13 juni 1993 och totalt deltog åtta lag i turneringen där Spanien blev Europamästare före Frankrike och Slovakien, det var Spaniens första EM-guld.

## Kvalificerade länder
| - Italien (som arrangör) - Bulgarien - Frankrike - Polen | - Ryssland - Slovakien - Spanien - Ungern |

## Gruppspelet

### Spelsystem
De åtta lagen som var med i EM var indelade i två grupper med fyra lag i vardera. Alla lagen mötte alla en gång i sin grupp innan de två bästa lagen i varje grupp gick vidare till semifinalspel, medan de två sämsta laget i varje grupp spelade om plats fem till åtta. Seger i en match gav två poäng och förlust gav en poäng.
|  | Laget spelade om plats 1-4 |
|  | Laget spelade om plats 5-8 |

### Grupp A
| Plats | Nation    | Spelade | Vinster | Förluster | Mål       | Målskillnad | Poäng |
| ----- | --------- | ------- | ------- | --------- | --------- | ----------- | ----- |
| 1     | Italien   | 3       | 3       | 0         | 212 – 189 | +23         | 6     |
| 2     | Spanien   | 3       | 2       | 1         | 224 – 204 | +20         | 5     |
| 3     | Bulgarien | 3       | 1       | 2         | 220 – 228 | -8          | 4     |
| 4     | Polen     | 3       | 0       | 3         | 205 – 240 | -35         | 3     |

| 8 juni 1993 kl 14:30 (CET) | Polen | 68 – 92 (40-40) Rapport | Spanien | Perugia |
| 8 juni 1993 kl 14:30 (CET) |       |                         |         | Perugia |

| 8 juni 1993 kl 16:30 (CET) | Bulgarien | 69 – 79 (34-36) Rapport | Italien | Perugia |
| 8 juni 1993 kl 16:30 (CET) |           |                         |         | Perugia |

| 9 juni 1993 kl 14:30 (CET) | Spanien | 76 – 70 (44-39) Rapport | Bulgarien | Perugia |
| 9 juni 1993 kl 14:30 (CET) |         |                         |           | Perugia |

| 9 juni 1993 kl 16:30 (CET) | Italien | 67 – 64 (32-36) Rapport | Polen | Perugia |
| 9 juni 1993 kl 16:30 (CET) |         |                         |       | Perugia |

| 10 juni 1993 kl 14:30 (CET) | Polen | 73 –81 (41-42) Rapport | Bulgarien | Perugia |
| 10 juni 1993 kl 14:30 (CET) |       |                        |           | Perugia |

| 10 juni 1993 kl 16:30 (CET) | Italien | 66 – 56 (28-34) Rapport | Spanien | Perugia |
| 10 juni 1993 kl 16:30 (CET) |         |                         |         | Perugia |

### Grupp B
| Plats                                                            | Nation    | Spelade | Vinster | Förluster | Mål       | Målskillnad | Poäng |
| ---------------------------------------------------------------- | --------- | ------- | ------- | --------- | --------- | ----------- | ----- |
| 1                                                                | Slovakien | 3       | 2       | 1         | 233 – 213 | +20         | 5     |
| 2                                                                | Frankrike | 3       | 2       | 1         | 199 – 187 | +12         | 5     |
| 5                                                                | Ungern    | 3       | 1       | 2         | 235 – 241 | -6          | 4     |
| 6                                                                | Ryssland  | 3       | 1       | 2         | 209 – 235 | -26         | 4     |
| Inbördes möten avgör placering när två lag hamnar på samma poäng |           |         |         |           |           |             |       |

| 8 juni 1993 kl 19:00 (CET) | Ryssland | 53 – 71 (29-46) Rapport | Frankrike | Perugia |
| 8 juni 1993 kl 19:00 (CET) |          |                         |           | Perugia |

| 8 juni 1993 kl 21:00 (CET) | Ungern | 82 – 88 (39-44) Rapport | Slovakien | Perugia |
| 8 juni 1993 kl 21:00 (CET) |        |                         |           | Perugia |

| 9 juni 1993 kl 18:30 (CET) | Slovakien | 75 – 80 (33-41) Rapport | Ryssland | Perugia |
| 9 juni 1993 kl 18:30 (CET) |           |                         |          | Perugia |

| 9 juni 1993 kl 20:30 (CET) | Frankrike | 77 – 64 (31-32) Rapport | Ungern | Perugia |
| 9 juni 1993 kl 20:30 (CET) |           |                         |        | Perugia |

| 10 juni 1993 kl 18:30 (CET) | Ryssland | 76 – 89 (42-40) Rapport | Ungern | Perugia |
| 10 juni 1993 kl 18:30 (CET) |          |                         |        | Perugia |

| 10 juni 1993 kl 20:30 (CET) | Slovakien | 70 – 51 (37-28) Rapport | Frankrike | Perugia |
| 10 juni 1993 kl 20:30 (CET) |           |                         |           | Perugia |

## Placeringsmatcher

### Match om 5:e - 8:e plats
| 12 juni 1993 kl 13:00 (CET) | Bulgarien | 76 – 74 (41-48) Rapport | Ryssland | Perugia |
| 12 juni 1993 kl 13:00 (CET) |           |                         |          | Perugia |

| 12 juni 1993 kl 15:00 (CET) | Polen | 95 – 64 (50-22) Rapport | Ungern | Perugia |
| 12 juni 1993 kl 15:00 (CET) |       |                         |        | Perugia |

### Match om 7:e plats
| 13 juni 1993 kl 12:30 (CET) | Ryssland | 103 – 83 (51-42) Rapport | Ungern | Perugia |
| 13 juni 1993 kl 12:30 (CET) |          |                          |        | Perugia |

### Match om 5:e plats
| 13 juni 1993 kl 14:30 (CET) | Bulgarien | 72 – 77 (36-36) Rapport | Polen | Perugia |
| 13 juni 1993 kl 14:30 (CET) |           |                         |       | Perugia |

## Slutspelet

### Semifinaler
| 12 juni 1993 kl 17:00 (CET) | Italien | 54 – 56 (28-23) Rapport | Frankrike | Perugia |
| 12 juni 1993 kl 17:00 (CET) |         |                         |           | Perugia |

| 12 juni 1993 kl 19:00 (CET) | Spanien | 73 – 55 (35-39) Rapport | Slovakien | Perugia |
| 12 juni 1993 kl 19:00 (CET) |         |                         |           | Perugia |

### Bronsmatch
| 13 juni 1993 kl 16:30 (CET) | Italien | 67 – 68 (39-32) Rapport | Slovakien | Perugia |
| 13 juni 1993 kl 16:30 (CET) |         |                         |           | Perugia |

### Final
| 13 juni 1993 kl 18:30 (CET) | Spanien | 63 – 53 (27-30) Rapport | Frankrike | Perugia |
| 13 juni 1993 kl 18:30 (CET) |         |                         |           | Perugia |

| Europamästare: Spaniens första EM-titel |

## Slutplaceringar
| 1 | Spanien   |
| 2 | Frankrike |
| 3 | Slovakien |
| 4 | Italien   |
| 5 | Polen     |
| 6 | Bulgarien |
| 7 | Ryssland  |
| 8 | Ungern    |